# Helizandro Terán Bermúdez
Helizandro Terán Bermúdez (Maracaibo, 7 giugno 1965) è un arcivescovo cattolico venezuelano, dal 31 gennaio 2023 arcivescovo metropolita di Mérida.

## Biografia

### Formazione e ministero sacerdotale
Dopo aver frequentato il seminario, ha proseguito gli studi conseguendo il baccellierato in scienze presso il collegio Gonzaga di Maracaibo, il baccellierato in teologia presso l'Università Pontificia Salesiana di Roma, la licenza in educazione integrale presso l'università cattolica "Celio Acosta" di Maracaibo e la licenza e il dottorato in teologia dogmatica presso la Pontificia Università Gregoriana di Roma. È entrato nel seminario dei padri agostiniani di Caracas nel 1987. Dopo aver completato il periodo di prenoviziato, è stato inviato nel 1990 a Ocotal, in Nicaragua, per completare l'anno di noviziato ed ha emesso i primi voti nel 1991, mentre ha emesso la professione solenne nell'Ordine di Sant'Agostino il 23 dicembre 1994. È stato ordinato sacerdote il 9 settembre 1995 dall'arcivescovo di Maracaibo Ramón Ovidio Pérez Morales nella chiesa di Nuestra Señora del Perpetuo Socorro di Maracaibo.
Successivamente all'ordinazione sacerdotale ha svolto diversi incarichi di docente presso il collegio Sant'Agostino a Caricuao e all'Università cattolica "Andrés Bello" di Caracas.
Successivamente è stato rettore del collegio Sant'Agostino a Caricuao e, dal 2010 al 2017, vicario provinciale dell'Ordine di Sant'Agostino in Venezuela.
È poliglotta, conoscendo le lingue inglese, francese, italiano e tedesco.

### Ministero episcopale

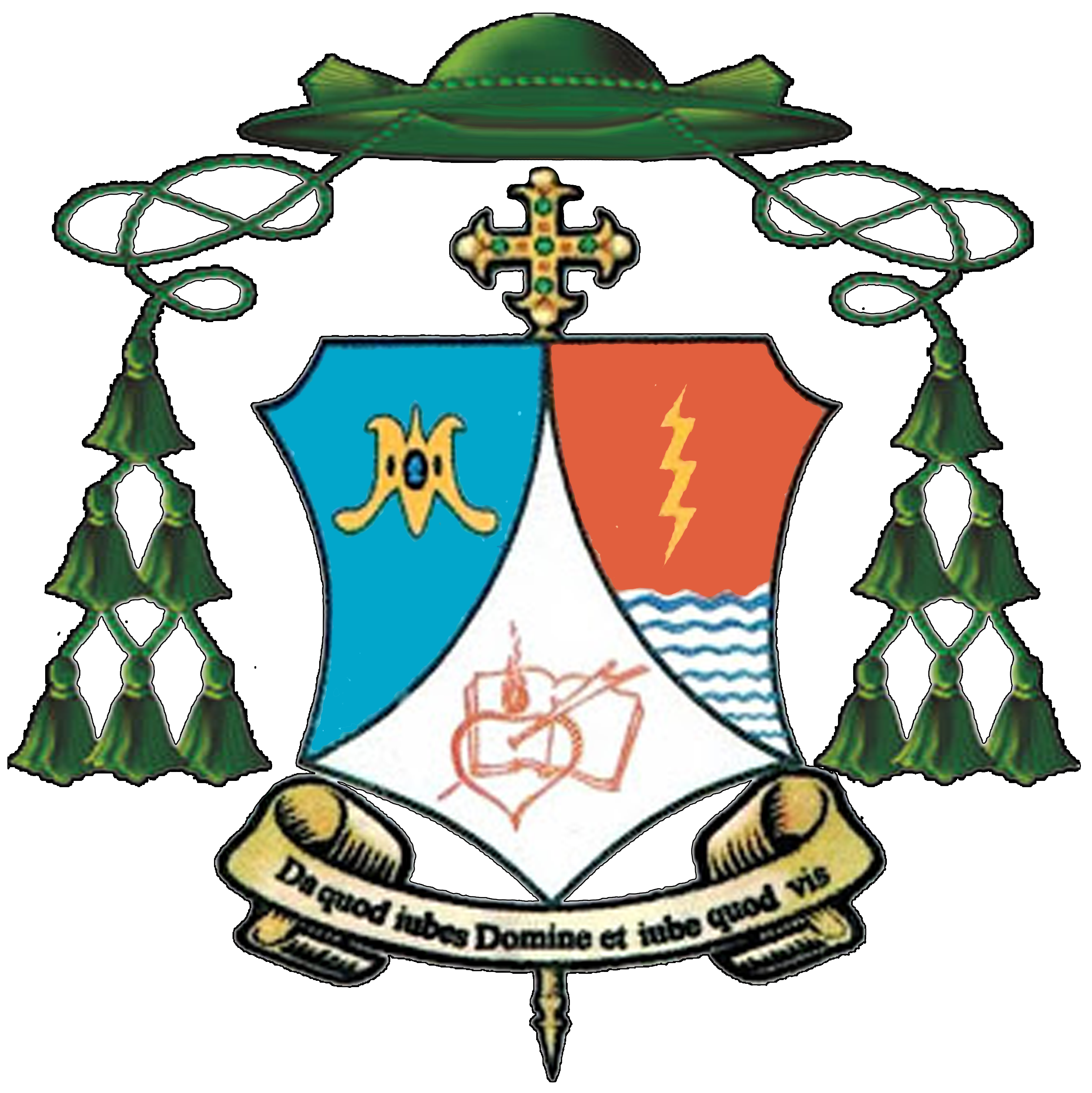
Stemma da vescovo

Il 29 luglio 2017 papa Francesco lo ha nominato vescovo di Ciudad Guayana.
Ha ricevuto l'ordinazione episcopale il 23 settembre successivo dalle mani del cardinale Baltazar Enrique Porras Cardozo, co-consacranti il vescovo di La Guaira Raúl Biord Castillo e quello di San Carlos de Venezuela Polito Rodríguez Méndez. Ha preso possesso della diocesi il 7 ottobre successivo.
Ha partecipato all'assemblea speciale del sinodo dei vescovi per la regione panamazzonica, svoltasi dal 6 al 27 ottobre 2019.
L'11 settembre 2018 ha compiuto la visita ad limina insieme agli altri prelati venezuelani.
Il 19 marzo 2022 papa Francesco lo ha nominato arcivescovo coadiutore di Mérida.
Il 31 gennaio 2023 è diventato arcivescovo metropolita, succedendo al cardinale Baltazar Enrique Porras Cardozo, nominato il 17 gennaio precedente arcivescovo di Caracas, mentre il 29 giugno successivo ha ricevuto il pallio dal papa durante la cerimonia svoltasi in piazza san Pietro a Roma.

## Genealogia episcopale
La genealogia episcopale è:
- Cardinale Scipione Rebiba
- Cardinale Giulio Antonio Santori
- Cardinale Girolamo Bernerio, O.P.
- Arcivescovo Galeazzo Sanvitale
- Cardinale Ludovico Ludovisi
- Cardinale Luigi Caetani
- Cardinale Ulderico Carpegna
- Cardinale Paluzzo Paluzzi Altieri degli Albertoni
- Papa Benedetto XIII
- Papa Benedetto XIV
- Papa Clemente XIII
- Cardinale Marcantonio Colonna
- Cardinale Giacinto Sigismondo Gerdil, B.
- Cardinale Giulio Maria della Somaglia
- Cardinale Carlo Odescalchi, S.I.
- Cardinale Costantino Patrizi Naro
- Cardinale Lucido Maria Parocchi
- Papa Pio X
- Papa Benedetto XV
- Papa Pio XII
- Cardinale Eugène Tisserant
- Arcivescovo Raffaele Forni
- Cardinale José Alí Lebrún Moratinos
- Cardinale Baltazar Enrique Porras Cardozo
- Arcivescovo Helizandro Terán Bermúdez, O.S.A.